# Show Me the Money
Show Me the Money, ook wel Show Me the Money Live genoemd, is een Nederlandse spel- en quizprogramma van de televisiezender SBS6. Het programma wordt gepresenteerd door Beau van Erven Dorens en is de Nederlandse variant van het Britse format The Million Pound Drop Live. Het programma wordt onder verschillende titels in achttien landen uitgezonden, waaronder Duitsland, Frankrijk, Spanje, Italië en Amerika. Het eerste Nederlandse seizoen van Show Me the Money werd tussen 11 april 2011 en 22 april 2011 op tien werkdagen rechtstreeks uitgezonden door SBS6.  Het programma wordt geproduceerd door Endemol.

## Programmaformule
In Show Me the Money starten twee kandidaten met één miljoen euro contant geld. Het prijzengeld ligt in veertig geldbundels op een tafel, voor de deelnemer. De kandidaten moeten bij iedere vraag het geld verdelen over één of meerdere luiken. Hierna wordt gekeken wat het goede antwoord is. Het geld dat op het luik met het goede antwoord ligt, blijft liggen en mogen ze meenemen naar de volgende ronde. Het geld dat op luiken met een fout antwoord wordt gelegd, valt naar beneden. Er worden in totaal tien vragen gesteld. Het geld dat over is nadat de tiende vraag is gesteld, mogen de kandidaten mee naar huis nemen. Het kan echter ook gebeuren er bij een vraag geen geld is gelegd op het luik met het goede antwoord. In dat geval valt al het geld naar beneden en gaan de kandidaten met lege handen naar huis.

## Afleveringen

### Seizoen 1
Het eerste seizoen van Show Me the Money werd gedurende twee weken elke werkdag uitgezonden. Het seizoen bestond uit tien reguliere afleveringen en één extra uitzending op de laatste avond. De uitzendingen duurden anderhalf uur en de presentatie lag in handen van Beau van Erven Dorens.
| Aflevering       | Datum         | Kijkcijfer | Kijkdichtheid | Marktaandeel |
| ---------------- | ------------- | ---------- | ------------- | ------------ |
| Aflevering 1     | 11 april 2011 | 396.000    | 2,6           | 7,4          |
| Aflevering 2     | 12 april 2011 | 501.000    | 3,3           | 8,7          |
| Aflevering 3     | 13 april 2011 | 413.000    | 2,7           | 7,6          |
| Aflevering 4     | 14 april 2011 | 465.000    | 3,0           | 8,3          |
| Aflevering 5     | 15 april 2011 | 530.000    | 3,5           | 10,0         |
| Aflevering 6     | 18 april 2011 | 374.000    | 2,5           | 7,0          |
| Aflevering 7     | 19 april 2011 | 386.000    | 2,5           | 8,1          |
| Aflevering 8     | 20 april 2011 | 295.000    | 1,9           | 6,8          |
| Aflevering 9     | 21 april 2011 | 282.000    | 1,8           | 6,7          |
| Aflevering 10    | 22 april 2011 | 389.000    | 2,6           | 8,3          |
| Extra aflevering | 22 april 2011 | 583.000    | 3,8           | 9,2          |

### Seizoen 2
Het tweede seizoen van Show Me the Money werd gedurende acht weken op de zaterdagavond uitgezonden. De afleveringen werden dit keer niet rechtstreeks uitgezonden, maar waren van tevoren opgenomen. De uitzendingen waren ook korter: een uur in plaats van anderhalf uur. De presentatie wordt nog steeds verzorgd door Beau van Erven Dorens.
| Aflevering   | Datum            | Kijkcijfer | Kijkdichtheid | Marktaandeel |
| ------------ | ---------------- | ---------- | ------------- | ------------ |
| Aflevering 1 | 13 oktober 2012  | 464.000    | 3,0           | 7,6          |
| Aflevering 2 | 20 oktober 2012  | 551.000    | 3,6           | 8,5          |
| Aflevering 3 | 27 oktober 2012  | 384.000    |               |              |
| Aflevering 4 | 3 november 2012  | 408.000    | 2,7           | 5,8          |
| Aflevering 5 | 10 november 2012 | 405.000    | 2,6           | 6,2          |
| Aflevering 6 | 17 november 2012 | 396.000    | 2,6           | 5,8          |
| Aflevering 7 | 24 november 2012 | 455.000    | 3,0           | 7,0          |
| Aflevering 8 | 1 december 2012  | 356.000    | 2,3           | 5,5          |

## Internationale varianten
| Land                | Titel                                                | Presentator            | Zender                 | Eerste uitzenddatum |
| ------------------- | ---------------------------------------------------- | ---------------------- | ---------------------- | ------------------- |
| Verenigd Koninkrijk | The Million Pound Drop Live                          | Davina McCall          | Channel 4              | 24 mei 2010         |
| Albanië             | 100 Milionë                                          | Adi Krasta             | Top Channel            | 11 januari 2011     |
| Argentinië          | Salven al Millon                                     | Susana Gimenez         | Telefe                 | 9 juni 2011         |
| Australië           | The Million Dollar Drop                              | Eddie McGuire          | Nine Network           | 21 maart 2011       |
| Brazilië            | Um Milhão na Mesa                                    | Silvio Santos          | SBT                    | 21 september 2011   |
| BEL                 | De Val van 1 Miljoen Live                            | Evy Gruyaert           | Vier                   | 31 augustus 2013    |
| Chili               | Niet bekend                                          | Don Francisco          | Canal 13               | Niet bekend         |
| Colombia            | Millones por montones                                | María José Barraza     | Caracol Televisión     | 25 juli 2011        |
| Estland             | Rahaauk                                              | Alari Kivisaar         | TV3                    | 12 september 2011   |
| Egypte              | انت والمليون Inta wal milyon                         | TBA                    | Mehwar TV              | november 2011       |
| Frankrijk           | Money Drop                                           | Laurence Boccolini     | TF1                    | 1 augustus 2011     |
| Duitsland           | Rette die Million!                                   | Jörg Pilawa            | ZDF                    | 13 oktober 2010     |
| Griekenland         | The Money Drop                                       | Grigoris Arnaoutoglou  | Mega TV                | 16 oktober 2010     |
| Hongarije           | A 40 Milliós Játszma                                 | Rákóczi Ferenc         | TV2                    | 29 november 2010    |
| India               | কোটি টাকার বাজি Koti Takar Baji                            | Jeet                   | Star Jalsha            | 15 oktober 2011     |
| Israël              | אל תפיל את המיליון Al Tapil Et HaMilyon              | Erez Tal               | Channel 2 (Keshet)     | 13 oktober 2010     |
| Italië              | Money Drop                                           | Gerry Scotti           | Canale 5               | 12 december 2011    |
| Kazachstan          | Шоу Сорок Миллионов Тенге Shou Sorok Millionov Tenge | Abdel' Mukhtarov       | tv7                    | 22 januari 2011     |
| Letland             | Paņem 100 000... ja vari                             | Edgars Ludāns          | TV3                    | 1 oktober 2011      |
| Litouwen            | 100 000 eurų grynais                                 | Marijonas Mikutavičius | TV3                    | 2 september 2011    |
| Maleisië            | RM 1,000,000 Money Drop                              |                        | Astro Ria              |                     |
| Polen               | Postaw na milion                                     | Łukasz Nowicki         | TVP2                   | 5 maart 2011        |
| Rusland             | Шоу Десять миллионов Shou Desyat' Millionov          | Maxim Galkin           | Russia 1               | 4 september 2010    |
| Singapore           | Million Dollar Money Drop                            | George Young           | MediaCorp TV Channel 5 | 9 augustus 2011     |
| Zwitserland         | Die Millionen-Falle                                  | René Rindlisbacher     | SF                     | 4 juli 2011         |
| Spanje              | Atrapa un Millón                                     | Carlos Sobera          | Antena 3               | 4 februari 2011     |
| Servië              | Multimilioner                                        | Dragan Nikolić         | RTV Pink               | 13 september 2011   |
| Zweden              | Pengarna på bordet                                   | Peter Jihde            | TV4                    | 3 oktober 2011      |
| Turkije             | Bir Milyon Canlı Para                                | Engin Altan Düzyatan   | Show TV                | 25 oktober 2010     |
| Oekraïne            | Шоу на два мільйони Shou Na Dva Milyoni              | Andriy Domanskyi       | 1+1                    | 12 januari 2011     |
| Verenigde Staten    | Million Dollar Money Drop                            | Kevin Pollak           | Fox                    | 20 december 2010    |

## Trivia
- Het programma toont sterke gelijkenissen met het spel Succes Verzekerd, hoewel er duidelijke verschillen zijn.